# Pente
Pente är en något förenklad version av det japanska brädspelet ninuki-renju, uppkallat efter det grekiska namnet på siffran fem (πέντε).

## Spelregler
Pente är ett abstrakt strategispel med fullständig information som spelas på ett bräde med 19 x 19 rutor. Ljusa (hädanefter kallade vita) och mörka (svarta) glasstenar placeras växelvis i skärningspunkterna mellan rutorna. 
Om en spelare omringar ett sammanhängande par av motståndarens pjäser fångas dessa stenar och tas omedelbart bort från brädet. 
Syftet är att placera fem eller fler stenar i en sammanhängande rad vertikalt, horisontellt eller diagonalt (precis som i luffarschack) - eller att fånga minst tio av motståndarens stenar.

### Tilläggsregler
I spelets barndom spelades pente med tre öppningsregler: nybörjare, avancerad och professionell. I samtliga dessa började spelaren med vita stenar att placera ut en sten mitt på brädet varefter svart fick placera sin sten på valfri plats på brädet.
I "avancerat" spel (sedermera känt som turneringsregeln) minskades fördelen för den som börjar genom att vits andra sten måste placeras minst tre skärningspunkter ifrån mittpunkten (på eller utanför en förbjuden zon om 7 x 7 skärningspunkter). 
I den numera okända pro-varianten måste vit dessutom i sitt tredje drag placera sin tredje sten på eller utanför en förbjuden zon om 13 x 13 skärningspunkter.
1984 föreslog den dåvarande världsmästaren Rollie Tesh en regeländring som skulle balansera spelet. Han hävdade nämligen att vit alltid hade säker vinst, om man spelade korrekt - trots regeln med den förbjudna zonen i drag två. Tesh kallade sin variant av spelet för Keryo-Pente.

## Historik
Gary Gabrel, diskare på The Hideaway Pizzeria i Stillwater, Oklahoma, USA "uppfann" pente 1978 och grundade Pente Games, Inc som tillverkade och saluförde spelet.
Spelet blev snart mycket populärt och spred sig över USA.
Det spelades ofta på nattklubbar, som alternativ till backgammon, poker och andra spel.
Klubbar växte upp och tävlingar med prispengar arrangerades av organisationen USPA.
I slutet på 1970- och början av 1980-talet hölls några "världsmästerskap", en väl pretentiös titel då bara amerikaner deltog.
USPA upplöstes 1983 och Gary Gabrel sålde rättigheterna till spelet till Parker Brothers Game Co som snart sålde spelet vidare till Decipher, där dåvarande världsmästaren Rollie Tesh Jr. jobbade som spelutvecklare.
Företaget Hasbro tog så småningom över rättigheterna men slutade sälja spelet 1993. Man sålde i sin tur pente till företaget Winning Moves som, med anledning av spelets 20-årsjubileum, gav ut en specialutgåva av pente och sponsrade en rad tävlingar i USA som kulminerade i ett jubileumsmästerskap 1998 på Gary Gabrels restaurang i Oklahoma City.
Bodo Konze (död 2005) från Austin, Texas vann mästerskapet efter att ha besegrat både Braunlich och Tesh. 
Denna satsning rann dock ut i sanden och spelet slutade åter att säljas.

### Världsmästare
| År   | Mästare         |
| ---- | --------------- |
| 1978 | Dan Hooker      |
| 1979 | Tom Braunlich   |
| 1980 | Tom Braunlich   |
| 1981 | Tom Braunlich   |
| 1982 | John Krenz      |
| 1983 | Rollie Tesh Jr. |
| 1998 | Bodo Konze      |
| 2004 | Dmitri King     |

Trefaldige världsmästaren Tom Braunlich har skrivit ett antal böcker om pente. 
2003 tog han initiativ till en ny organisation, World Pente Players Federation (WPPF) som fick Winning Moves att åter börja sälja spelet.
2004 ordnade man ett nytt världsmästerskap i Las Vegas som vanns av Dmitri King från Maryland.
WPPF rönte dock snart samma öde som USPA och några tävlingar på (inter)nationell nivå har inte arrangerats i USA sedan dess.

## Fem i rad-spel
Inför bildandet av Renju International Federation (RIF) fördes diskussioner med amerikanerna om att inkludera pente bland de fem i rad-spel som förbundet skulle ha på programmet.
Det blev aldrig något av med dessa planer men pente-tävlingar har arrangerats av olika nationella förbund, anslutna till RIF.
Svenska Luffarschacksförbundet ordnade till exempel årliga Svenska Mästerskap i pente 1984 - 1989. 
1990 arrangerade Riksförbundet Luffarschack ett riksmästerskap i Kinna.
Numera finns spelet inte längre att köpa i svenska affärer.